# Кауфман, Борис (кинооператор)
Бори́с Ка́уфман (фр. Boris Kaufman или Kaufmann, имя при рождении Борух А́белевич Ка́уфман, 24 августа 1903, Белосток, Гродненская губерния, Российская империя — 24 июня 1980, Нью-Йорк, США) — французский и американский кинооператор и кинорежиссёр, брат советских кинематографистов Дзиги Вертова и Михаила Кауфмана.

## Биография
Сын книготорговца Абеля Кушелевича Кауфмана и Хаи-Эстер (Фейги) Рахмиелевны Гальперн, дочери главного раввина Белостока, заключивших брак в Белостоке в 1894 году. Отец владел книжным складом и двумя магазинами — в Белостоке и Киеве, был также содержателем и попечителем городской публичной библиотеки. 
Учился в санкт-петербургской школе. Когда началась Первая мировая война, Кауфманы уехали в Киев, затем перебрались в Могилев. После 1917 года Белосток оказался в Польше; через несколько лет Кауфман эмигрировал во Францию — чтобы избежать призыва в польскую армию. Учился в политтехникуме в  Гренобле, потом перебрался в Париж, где стал студентом Сорбонны, а после окончания университета начал работать в кино, сначала документальном, затем и в игровом; вначале был вынужден снимать рекламные и коммерческие фильмы. Свои первые фильмы (это были короткометражки) он снял в 1928 году вместе с режиссерами-документалистами Жаном Лодсом и Эженом Деславом: «Елисейские поля», «Марш машин», «24 часа за 30 минут», «Электрическая ночь», «Монпарнас».
Снял все фильмы Жана Виго. Кауфмана, вынужденного в процессе съёмок фильма «Ноль за поведение» продать свою камеру, не испугали экономические трудности, и он продолжил работу с Виго, снимая фильм «Аталанта» киноаппаратом, который прислал ему из СССР Дзига Вертов. В связи с болезнью режиссёра самостоятельно снял последние планы его единственного полнометражного фильма «Аталанта».  Кауфман писал по поводу этой картины: «Работу с Виго никогда не забудут те, кто участвовал в этой лихорадочной, полной импровизаций работе. Мы использовали все — солнце, туман, снег, сумерки. Работа велась днем и ночью...».  Но перемонтированный продюсером фильм вышел под другим названием и в прокате прошел незаметно. 
Также снял несколько лент Димитрия Кирсанова, работал с Абелем Гансом, Кристианом-Жаком, Марком Аллегре и др.
С началом Второй мировой войны ушёл на фронт. После поражения Франции эмигрировал с женой Еленой и сыном в США, преподавал в Торонто в киношколе, где сотрудничал как кинодокументалист с Джоном Грирсоном, а в 1942 вновь переехал в США, где снимал документальные фильмы и до начала 1950-х  перебивался случайными заработками, работая над научно-популярными и малобюджетными игровыми картинами. Впоследствии постоянно работал с Элиа Казаном и Сидни Люметом, По мнению последнего: «...Борис Кауфман был превосходным оператором-постановщиком, наверное, лучшим из всех, кого я видел, самым артистичным из всех, и я восхищаюсь им».
В 60-е годы во время «оттепели», после долгого перерыва Михаил и Борис Кауфманы снова смогли переписываться: «Дорогой Боря! Твое послание принесло мне такую большую радость, какой я давно не испытывал. Только мы с тобой и остались из нашей семьи. Твой вклад в киноискусство велик, и мне он по душе. Я уже давно горжусь тобой».
Кроме того, он сотрудничал с Джоржем Роем Хиллом («Мир Генри Ориента», 1964), Жюлем Дассеном («Начеку», 1968), Отто Премингером («Скажи, что ты любишь меня, Джуни Мун», 1970).  Снял экспериментальный «Фильм» по сценарию Сэмюэла Беккета (1964, в главной роли Бастер Китон). После 1970 больше не работал в кино, так как его имя прочно ассоциировалось с чёрно-белым кино.
Сын — Эндрю Кауфман, внучка — Абайя Кауфман.

## Признание
Борис Кауфман был удостоен премий «Оскар» и «Золотой глобус» за операторскую работу в фильме Элиа Казана «В порту» (1953) и номинирован на «Оскар» за фильм «Куколка» (1956, по сценарию Теннесси Уильямса). В 2002 в России вышли два документальных фильма о братьях Кауфман: «Дзига и его братья» Евгения Цымбала и «Все Вертовы» Владимира Непевного (оператором обоих был Александр Буров).

## Фильмография
- 1927 — Les Halles centrales (документальный, режиссёр и оператор)
- 1928 — Елисейские поля / Champs-Élysées (док., реж. Жан Ло)
- 1928 — Марш машин / La marche des machines (короткометражный, реж. Эжен Деслав)
- 1928 — 24 heures en 30 minutes (док., реж. Жан Ло)
- 1929 — По поводу Ниццы / À propos de Nice/Nizza (док., реж. Жан Виго)
- 1929 — Les Halles (док., реж. Андре Галицын, Борис Кауфман, Ф. Р. Линдт)
- 1930 — L'équipe/L'étoile du nord (реж. Жан Ло)
- 1931 — Taris, roi de l’eau (док, реж. Жан Виго)
- 1931 — La vie d’un fleuve: La Seine (док., реж. Жан Ло)
- 1932 — Le mile [de Jules Ladoumègue] (док., реж. Жан Ло)
- 1933 — Ноль по поведению / Zéro de conduite (короткометражный, реж. Жан Виго)
- 1933 — Le client du numéro 16 (короткометражный, реж. Жан Мами)
- 1933 — Une vilaine histoire (короткометражный, реж. Кристиан-Жак)
- 1933 — Le chemin du bonheur (реж. Жан Мами)
- 1933 — Аталанта / L’Atalante (реж. Жан Виго)
- 1934 — Le Père Lampion (реж. Кристиан-Жак)
- 1934 — Zouzou (реж. Марк Аллегре)
- 1934 — Perfidie (короткометражный, реж. Роже Капеллани)
- 1934 — Torture (короткометражный, реж. Роже Капеллани)
- 1934 — Lui.. ou.. elle (короткометражный, реж. Роже Капеллани)
- 1935 — Лукреция Борджа / Lucrèce Borgia (реж. Абель Ганс)
- 1935 — Les berceaux (короткометражный, реж. Димитрий Кирсанов)
- 1935 — La fontaine d’Aréthuse (короткометражный, реж. Димитрий Кирсанов)
- 1935 — Jeune fille au jardin (короткометражный, реж. Димитрий Кирсанов)
- 1935 — Quand minuit sonnera (реж. Лео Жоаннон)
- 1936 — Le petit chemin (короткометражный, реж. Д. Б. Морис)
- 1936 — L’homme sans coeur (реж. Лео Жоаннон)
- 1936 — Oeil-de-Lynx, détective (реж. Пьер-Жан Дюси)
- 1936 — On ne roule pas Antoinette (реж. Поль Мадё)
- 1937 — Золушка / Cinderella (реж. Пьер Карон)
- 1937 — Êtes-vous jalouse? (реж. Анри Шомет)
- 1937 — Les hommes sans nom (реж. Жан Валле)
- 1938 — Fort Dolorès (реж. Рене Ле Энафф)
- 1938 — Les gaietés de l’exposition (реж Эрнест Айо)
- 1938 — Le veau gras (реж. Серж де Полиньи)
- 1939 — Sérénade (реж. Жан Буайе)
- 1943 — [Toscanini,] Hymn of the Nations (музыкальный, реж. Александр Хаммид, Ирвин Лернер)
- 1944 — A Better Tomorrow (док., реж. Александр Хаммид)
- 1945 — Capital Story (док., реж. Хенвар Родакевич)
- 1945 — The Southwest/Land of Enchantment (док., реж Хенвар Родакевич)
- 1946 — Journey Into Medicine (док., реж. Уиллард ван Дайк)
- 1947 — The Lambertville Story (музыкальный, реж. Роберт Бловелт)
- 1948 — Terribly Talented (док., реж. Александр Хаммид и Уиллард Ван Дайк)
- 1948 — Osmosis (док, реж. Уиллард Ван Дайк)
- 1950 — Preface to a Life (короткометражный, реж. Уильям С.Резник)
- 1950 — The Tanglewood Story (музыкальный, реж. Ларри Мэдисон)
- 1951 — The Gentleman in Room 6 (короткометражный, реж. Александр Хаммид)
- 1952 — Леонардо да Винчи / Leonardo da Vinci (док., реж. Лучано Эммер и Энрико Грас)
- 1952 — And the Earth Shall Give Back Life (док, реж. Виктор Юргенс)
- 1953 — В порту / On the Waterfront (реж. Элиа Казан)
- 1954 — Garden of Eden (реж. Макс Носсек)
- 1954 — Within Man’s Power (док, реж. Никлас Уэбстер)
- 1955 — Singing in the Dark (реж. Макс Носсек)
- 1955 — A Family Affair (док., реж. Ирвин Джейкоби)
- 1955 — Patterns (реж. Филдер Кук)
- 1956 — Куколка (реж. Элиа Казан)
- 1956 — Crowded Paradise (реж. Фред Прессбургер и Бен Грейдас)
- 1956 — 12 разгневанных мужчин (реж. Сидни Люмет)
- 1958 — Home Again (док., реж. Ирвин Джейкоби)
- 1958 — Такая женщина (реж. Сидни Люмет)
- 1959 — Из породы беглецов (реж. Сидни Люмет)
- 1960 — Великолепие в траве / Splendor in the Grass (реж. Элиа Казан)
- 1962 — Долгий день уходит в ночь / Long Day’s Journey Into Night (реж. Сидни Люмет по драме Ю.О’Нила)
- 1963 — Gone Are the Days! (реж. Никлас Уэбстер)
- 1963 — All the Way Home (реж. Алекс Сигал)
- 1963 — The World of Henry Orient (реж. Джордж Рой Хилл)
- 1964 — Ростовщик / The Pawnbroker (реж. Сидни Люмет)
- 1964 — Фильм / Film (короткометражный, реж. Алан Шнейдер, по сценарию С.Беккета)
- 1965 — Группа / The Group (реж. Сидни Люмет)
- 1968 — Прощай, Брейверман / Bye Bye Braverman (реж. Сидни Люмет)
- 1968 — The Brotherhood (реж. Мартин Ритт)
- 1968 — Up Tight! (реж. Жюль Дассен)
- 1969 — Скажи, что ты любишь меня, Джуни Мун / Tell Me That You Love Me, Junie Moon (реж. Отто Премингер)